# Rivière Blanche (vattendrag i Kanada, Québec, lat 45,93, long -71,79)
Rivière Blanche är ett vattendrag i Kanada.   Det ligger i provinsen Québec, i den sydöstra delen av landet, 300 km öster om huvudstaden Ottawa.
I omgivningarna runt Rivière Blanche växer i huvudsak blandskog. Runt Rivière Blanche är det mycket glesbefolkat, med 6 invånare per kvadratkilometer.